# El Almendro

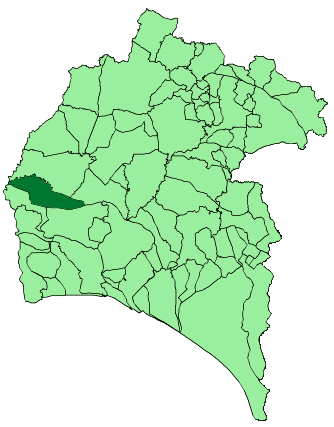
Localização de El Almendro

El Almendro é um município raiano da Espanha na província de Huelva, comunidade autónoma da Andaluzia, de área 171 km² com população de 854 habitantes (2011) e densidade populacional de 4,9 hab/km².

## Demografia
| Variação demográfica do município entre 1991 e 2004 | Variação demográfica do município entre 1991 e 2004 | Variação demográfica do município entre 1991 e 2004 | Variação demográfica do município entre 1991 e 2004 |
| --------------------------------------------------- | --------------------------------------------------- | --------------------------------------------------- | --------------------------------------------------- |
| 1991                                                | 1996                                                | 2001                                                | 2004                                                |
| 844                                                 | 862                                                 | 855                                                 | 834                                                 |